# Monte Pearigen
Il Monte Pearigen (in lingua inglese: Mount Pearigen) è una prominente montagna antartica, alta 3.020 m, situata 11 km a nordovest del Monte Hart, nei Monti dell'Ammiragliato, in Antartide. 
Il monte è stato mappato dall' United States Geological Survey (USGS) sulla base di rilevazioni e foto aeree scattate dalla U.S. Navy nel periodo 1960-64.
La denominazione è stata assegnata dall' Advisory Committee on Antarctic Names (US-ACAN) in onore del capitano di corvetta Jare M. Pearigen, della U.S. Navy, pilota di elicotteri nel corso di varie fasi dell'Operazione Deep Freeze nel 1968, 1969 e 1970.